# Полірувальний верстат
Полірувальний верстат — верстат для полірування виробів з металу, деревини, скла чи інших матеріалів. 
До полірувальних пристроїв деяких полірувальних верстатів належать круги або стрічки з фетру, повсті, бязі, байки тощо, що на них наносять, заздалегідь чи в процесі обробки, полірувальні пасти (порошки). Є полірувальні верстати з камерою, в якій вироби поліруються струменем рідини, що в ній містяться дрібнозернисті речовини. Для полірування по лакофарбових покриттях застосовують полірувальні верстати з обертовими барабанами, складеними з тканинних дисків. Розрізняють полірувальні верстати переносні і стаціонарні, напівавтоматичні й автоматичні.